# 제15특수임무비행단
제15특수임무비행단(第十五特殊任務飛行團, ROKAF 15th Special Missions Wing)은 공군 준장이 지휘하는 공중기동정찰사령부의 비행단이다. 서울공군기지에 사령부를 두고 있으며, 수원공군기지와 더불어 수도권에 유일하게 주둔하고 있는 비행단이다.
2008년, 15특수임무비행단이 주둔하고 있는 서울공항이 제2롯데월드 건축으로 인해 폐쇄되고 부대가 옮겨가는 안건까지 검토되었다. 이에 대해 대한민국 공군 측은 불만을 나타내었다

## 역사

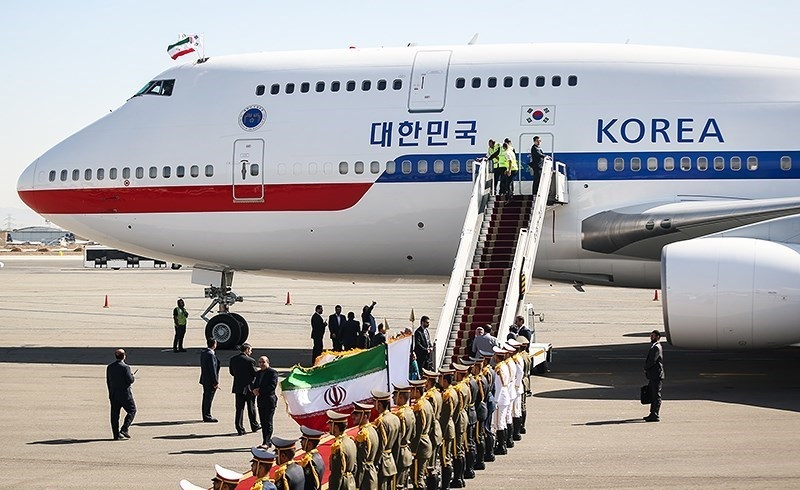
2016년 이란에 공군 1호기를 타고 온 박근혜 대통령

부대는 1974년 5월 1일, 제15전투비행단으로 창설되었다. F-86F와 F-5E를 운용하였다.

### 2013년 필리핀 태풍

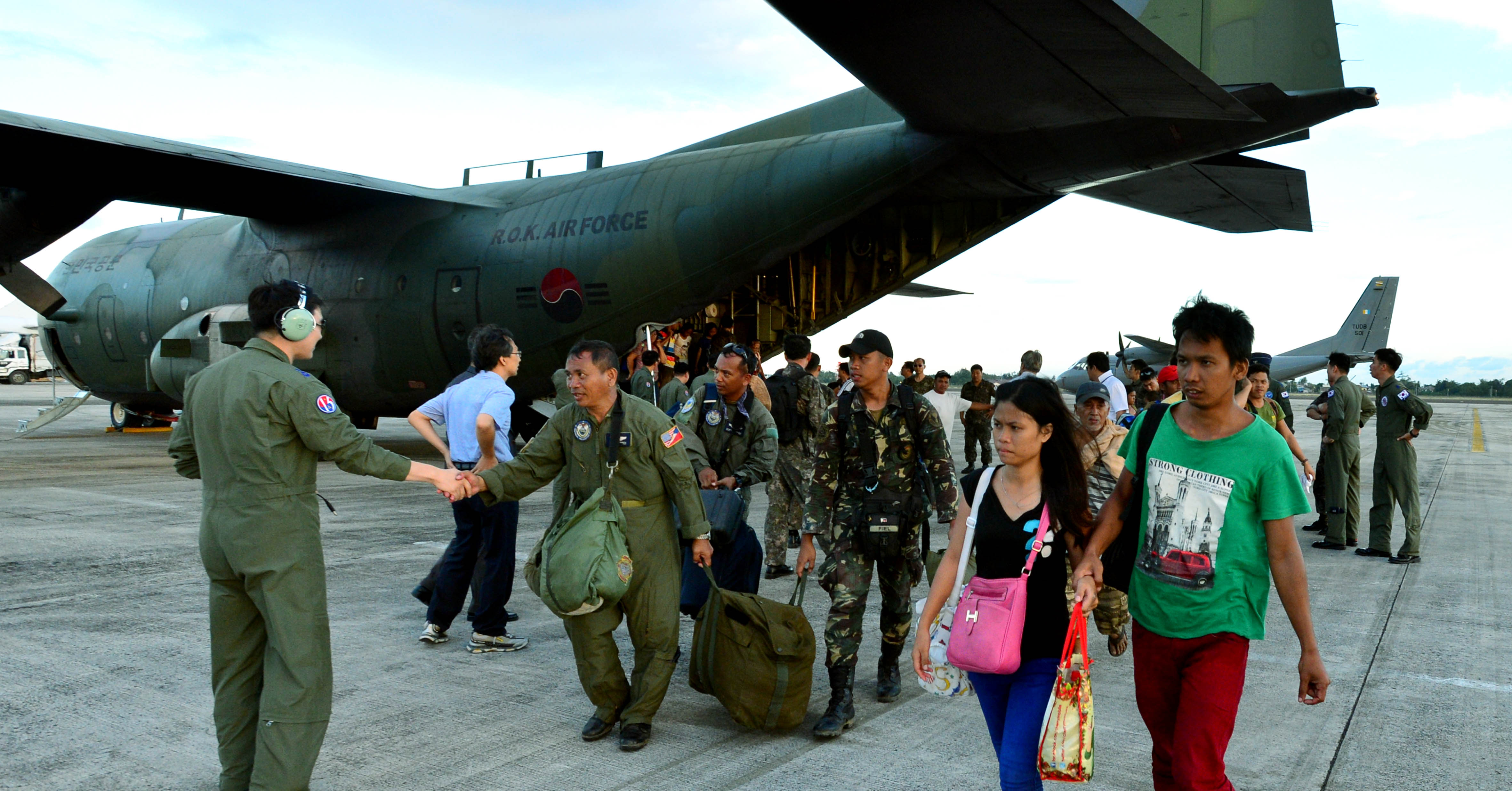
태풍 하이옌 (2013년)의 피해를 입은 필리핀에 C-130 수송기 2대를 파견했다.

한국정부는 11월경에 500만달러 규모의 인도적 지원을 필두로 20명의 의료진, 14명의 구조단, 4명의 코이카 직원, 2명의 외교부직원등을 포함한 40명의 긴급구호대가 C-130 수송기를 통하여 타클로반에 도착하여 구조, 이재민 지원 활동을 하였다. 또한 2014년부터 2016년까지 3년간 2천만달러의 무상원조를 필리핀에 지원하기로 하여, 현재 지원중에 있다.

또한 12월 9일부터 전체 파병인원 520여명에 2척의 고준봉급 상륙함 성인봉, 비로봉과 중형굴삭기등 재해복구에 필요한 장비 19종 30대, 물자 12종 35t등을 탑재한 대규모의 아라우 부대를 필리핀 현지에 파견하여 지원을 시작하였다. 현지에 파견된 부대중 의료지원계열의 진료인원 숫자는 2월 27일 기준 5000명을 넘어서 가시적인 성과를 보이고 있다.

### 2018년 인도네시아 지진
2018년 9월 28일, 진도 7.5의 2018년 술라웨시 지진이 발생했다.
2018년 10월 8일, 오전 9시께 성남 서울공항을 출발한 한국 공군 C-130 허큘리스 수송기 2대가 인도네시아 현지시간으로 오후 4시 10분 동(東) 칼리만탄 주 발릭파판에 도착했다. 인도네시아 정부가 요청한 이재민용 천막 130동 등 구호물자가 실렸다. 한국국제협력단(KOICA) 구호대원들이 탑승했다.
자카르타 할림 공항에서 구호물자를 싣고, 최대 지진 피해지역인 중앙 술라웨시 주 팔루의 무티아라 SIS알-주프리 공항에 나르는 작업을 하고 있다. 당초 17일까지 임무를 종료할 계획이었으나, 인도네시아 정부의 요청에 따라 긴급대응 기간 종료일인 26일까지로 파견 기간을 9일 연장했다. 하루 평균 20t의 구호물품을 수송하는 임무를 담당해 왔다.

## 현재 부대
- 제255특수작전비행대대 (C-130H, 1988년-)
- 제256전술공수비행대대
- 제296특수작전비행대대 (39비행단으로 편입)

## 기록

### 계보
- 1974년 5월 1일, 제15전투비행단(15th Fighter Wing)
- 1992년, 제15혼성비행단(15th Composite Wing)
- 2013년, 제15특수임무비행단(ROKAF 15th Special Missions Wing)

### 소속
- 공군본부; ?
- 공중기동정찰사령부 (임시); 2015년 7월 1일
- 공중기동정찰사령부; 2016년 1월 1일

### 항공기
- 대한민국 공군 1호기
- 호커 800
  - 백두 정찰기
  - 금강 정찰기
- CASA/IPTN CN-235
- 록히드 C-130 허큘리스
- 록히드 C-130J 슈퍼 허큘리스

## 역대 비행단장
- 준장 배순욱(52·공군사관학교37기) 2018년 1월 취임

## 참조
1. ↑  ““뭐, 서울공항 옮기라고” 공군 술렁”. 동아일보. 2008년 5월 15일. 2012년 7월 1일에 확인함.[깨진 링크(과거 내용 찾기)]
2. ↑  조동준 (2014년 7월). “EAI NSP Report 71동북아데탕트-탈냉전국가대외전략비교연구” (PDF). 서울특별시 중구: 재단법인동아시아연구원: 37(39). 2019년 10월 27일에 확인함.
3. ↑  “태풍 '하이옌' 참사 필리핀에 중국정부 '10만달러'만 지원, 왜?”. 조선닷컴. 2013년 11월 12일. 2014년 4월 28일에 확인함.
4. ↑  “정부, 필리핀에 500만 달러 지원…긴급구호대도 파견”. 뉴시스. 2013년 11월 12일. 2014년 4월 29일에 원본 문서에서 보존된 문서. 2014년 4월 28일에 확인함.
5. ↑  “외교부, 필리핀 태풍피해 재건복구를 위한 공여국 서약회의에 참석”. 마닐라: 대한민국 외교부. 2013년 12월 18일. 2016년 3월 4일에 원본 문서에서 보존된 문서. 2018년 11월 1일에 확인함.
6. ↑  황현택 기자 (2014년 1월 7일). “‘필리핀 파병’ 아라우부대, 태풍 피해 복구 첫 삽”. KBS. 2014년 4월 26일에 확인함.
7. ↑  하경민 기자 (2014년 2월 4일). “아라우부대 해군 상륙함단대 귀국”. 뉴시스. 2014년 4월 26일에 원본 문서에서 보존된 문서. 2014년 4월 26일에 확인함.
8. ↑  김병륜 기자 (2014년 3월 4일). “아라우부대, 필리핀 진료인원 5000명 돌파”. 국방일보. 2018년 10월 17일에 원본 문서에서 보존된 문서. 2014년 4월 26일에 확인함.